# Carlos Polimeni
 Carlos Polimeni (Mendoza, 25 de noviembre de 1958) es un periodista, conductor de radio y televisión y escritor argentino. Desde 1978, ha trabajado en revistas, radios, canales de televisión, agencias de noticias y diarios. Ha publicado 16 libros y escrito tres obras de teatro y tres guiones de películas. En este siglo se ha convertido en una de las voces más queridas y respetadas de la radio argentina.

## Biografía
Estudió Letras en la Universidad Nacional de Cuyo. Fue jugador de fútbol en el equipo de Andes Talleres, de la ciudad de Mendoza. Ha desarrollado una larga y exitosa carrera en los medios de comunicación, de más de cuatro décadas, además de haber publicado una serie importantes de libros sobre temas de su especialidad. Ha recibido numerosos premios y distinciones, en el periodismo y el mundo académico, aunque es por demás crítico de los sistemas de premiación.
En 2015 culminó el programa diario Voces del Sur, de lunes a viernes, de 21 a 23, por Radio Nacional, por el que fue ternado a los Premios Éter 2012, como Mejor conductor de AM, junto a Víctor Hugo Morales y Alejandro Dolina. Lo condujo durante cinco temporadas consecutivas, en que tuvo además altísimos índices de audiencia, hasta convertirlo en un programa clàsico de la noche radial argentina. Obtuvo por voto de los oyentes de radio el Premio Éter 2015 al Mejor Programa Radial Nocturno de la AM de la Argentina.
Desde 2016 a 2019 condujo El Mediodía Del Plata, de lunes a viernes de 12 a 15 en Radio del Plata; y desde 2010 el semanario El Diario del Domingo, de 11 a 14. A partir de julio de 2019, y en el marco de un largo conflicto en la emisora anterior, se mudó a AM 550 Radio Colonia, para llevar adelante "La tarde con Carlos Polimeni", de 14 a 17. Luego, comenzó a conducir en AM 990 "El mediodía de Carlos Polimeni", de 12 a 15, que se convirtió más tarde, ya en 2020 y 2021, en "La tarde con Carlos Polimeni", de 13 a 16 y luego en "La noche con Carlos Polimeni", de 21 a 23. Luego conduce dos programas de radio: "La noche con Carlos Polimeni", ahora de 21 a 24 en la AM 990 y "La tarde con Carlos Polimeni", de 14 a 16 en la AM 530. Tiene una larga carrera en radio, iniciada a principios de los años 80. Trabajó en Radio Nihuil y Libertador, de Mendoza, y en Buenos Aires en Rock and Pop, América, Nacional AM, FM Supernova, Nacional Rock, Del Plata, Colonia, Am 530, La 990 y Radio 10 entre otras. Actualmente conduce "La medianoche con Carlos Polimeni", en Radio 10, y "La tarde con Carlos Polimeni", en AM 530.
Desde 2017 lleva adelante el proyecto de radio café concert itinerante llamado Voces, un programa que se hace delante de los espectadores, en la Capital Federal y en provincias. Ha realizado de él más de un centenar de funciones, incluyendo una ante más de 20 mil espectadores en Rosario, en homenaje a los 90 años del nacimiento allí de Ernesto Che Guevara. En 2018 estrenó "Los caminos de Armando", una puesta teatral en homenaje a Armando Tejada Gómez, que se reestrenó en 2022, en una sala de Abasto. Poco antes, se había concretado el estreno en Rosario y Buenos Aires de su "Monólogo para un actor desesperado", bajo el título de "El dìa que mataron al Ministro de Energìa".En el verano de 2019, el espectáculo radial multimedia se convirtió en "Voces 2. Historia de la grieta. Nosotros y ellos" y en 2020 llegó el turno de "Voces 3. Unidos o dominados". Luego, el espectáculo pasó a llamarse "Volveremos", en los años 2021 y 2022. En este año, generó además un homenaje en formato de café concert llamado "Evita en el corazón" y otro de homenaje al Che Guevara, bajo el título de "Tuyo siempre". En 2024, comenzó con el espectáculo "La patria no se vende", un título relacionado con el gobierno del presidente Javier Milei.
Por otra parte, también incursionó en el mundo de los podcast, dándole forma a "Canciones con historia", un especial semanal de 75 capítulos, que está disposición del público, en forma gratuita, en Spotify y la página on line de la agencia de noticias Télam.

### Medios gráficos
Trabajó en el Diario Mendoza, entre 1978 y 1982. Después de radicarse en Buenos Aires, se desempeñó en la agencia Noticias Argentinas (redactor y Jefe de la Sección Deportes) entre 1983 y 1989. En el mismo lapso, fue redactor de Espectáculos y crítico de música del Diario Clarín. En 1989 y 1990 trabajó en el Diario Sur, como Jefe de la Sección Espectáculos y responsable del suplemento joven El Tajo, con el cargo de prosecretario de redacción hasta que se convirtió en la revista independiente El Primer Tajo, en 1991, año en que también trabajó en la Editorial Atlántida.
En 1992 ingresó a Página/12, para dirigir el Suplemento Joven No. Un año después asumió la conducción de la Sección Cultura y Espectáculos, hasta 2003. Dirigió la revista cultural 5 Sentidos y escribió en la semanal Debate. Fue editor del suplemento Cultura BA, de Página/12 y de la web del Ministerio de Cultura de la Ciudad Autónoma de Buenos Aires. Escribió en el periódico Miradas al Sur.

### Radio y TV
En Mendoza, condujo programas en las radios Nacional, Libertador y Nihuil, en el período 1979-1982. En Buenos Aires trabajó en Radio América (1987), Radio Municipal (1998) y en dos etapas diferentes en Rock & Pop: al frente de Monoblock en 1988 y 1989, y como columnista de "Rompecabezas", un programa de Jorge Lanata (entre 1994 y 1995). También en Supernova 96.7 como conductor de “Y ahora qué”, en 2000 y 2001. 
Desde 2009 se desempeñó en Radio del Plata; y a partir de 2010 se sumó al matutino Mónica y Cesar y al vespertino Mañana es tarde, que conducía Reynaldo Sietecase en dicha radio. Conduce luego esos espacios del mediodía y un clásico de los domingos. En Radio Nacional condujo durante diez temporadas Talento Argentino, Todo cambia y Voces del Sur. Luego llegaron los momentos en Colonia y AM 990. Es partir de 2023 que conduce de lunes a viernes "La tarde con Carlos Polimeni", en AM 530 y "La medianoche con Carlos Polimeni", en Radio 10.
En televisión, condujo en 1989 un programa especial sobre Charly García para Tevedos, y luego fue coconductor de ABL en el 2000, columnista del Noticiero central de Canal 7 en 2001, columnista de La Cornisa, de Luis Majul en 2001, 2002 y 2003. Fue conductor de En las mejores salas, el programa que el Instituto Nacional de Cine y Artes Audiovisuales mantuvo en Canal 7 desde 2000 a 2007. En el mismo canal, en el 2008 condujo Maní con chocolate, junto a Gabriela Rádice.
En el 2003 estuvo al frente de Horizontal/Vertical, por América TV. También como columnista en El diario de Carmen, en 2007 en la misma cadena. Desde entonces se desempeñó al frente del programa de entrevistas Polifacético, primero por la señal de cable Plus Satelital, luego por DIRECTV y más tarde por 360TV. Este programa estuvo al aire seis años consecutivos, en total.
Entre 2012 y 2014 condujo el magazine Temprano para tarde, que se emitieron por Canal 26 y CN23. Fue acompañado en la tarea por las conductoras Julieta Camaño y Emilia Claudeville, además de numerosos columnistas. En la temporada 2016 se desempeñó como columnista invitado del programa de debate Intratables, en América TV.

### Cine y Teatro
Escribió los guiones de las películas Luca vive, de Jorge Coscia; 1973 Un grito de corazón, de Liliana Mazure, y Néstor Kirchner, la película, de Paula de Luque. Además, tres obras de teatro, llamadas Luca vive, La última cerveza y El día que mataron al Ministro de Energía, estrenadas en 1997, 1999 y 2018. Ofició de presentador en las funciones de estreno de los documentales "El camino de Santiago" y "Tierra arrasada" del cineasta Tristán Bauer, antes de que asumiera como Ministro de Cultura de la Nación.
En las ediciones de 2003, 2004, 2005, 2006 y 2007 se ha desempeñado como guionista del Festival Internacional de Cine de Mar del Plata. Fue jurado en diversos concursos de cine.

## Obras
Ha publicado dieciséis libros; varios, con versiones en otros idiomas, además de numerosas publicaciones en ediciones colectivas y antologías:
- El día que Néstor llamó. Y otras crónicas.
- El día que Charly saltó. Y otras crónicas salvajes de rock.
- Aire (Los editoriales en El Mediodía de Radio del Plata).
- Roberto Rosas, vida y obra del maestro escultor.
- Escúchame entre el ruido. 40 años de rock nacional.
- Almodóvar y el kitsch español
- Bailando sobre los escombros, una historia crítica del rock en español
- Luca, un ciego guiando a los ciegos (ocho ediciones, la última de ellas de 2006)
- Sumo
- Divididos
- Buenos Aires no duerme (crónica del insomnio) con Héctor García Canclini y Luis Alberto Quevedo.
- Cortázar para principiantes (junto a Miguel Rep)
- Bukowski para principiantes (con Rep)
- Atahualpa Yupanqui para jóvenes principiantes (con Daniel Paz).
- Borges para principiantes (con Rep y Verónica Abdala)
- Antonio Tarragó Ros

Borges para principiantes ha sido editado en inglés, francés e italiano. Bukowski para principantes fue editado en inglés y francés. Almodóvar y el kitsch español ha sido publicado en francés y alemán.

## Docencia
Entre 1989 y 2001 ejerció la docencia como profesor de Taller III, en la carrera de Comunicación de la Universidad Nacional de Buenos Aires. En 1996 y 1997 fue titular de la cátedra Taller de Periodismo de esa carrera en la Universidad Nacional de La Pampa.  
En ese lapso se desempeñó como consultor de UNICEF para una investigación sobre los gustos y temas de los adolescentes argentinos, que incluyó un concurso nacional de letras de canciones, y la edición de un disco con el que colaboraron León Gieco, Fito Páez, Andrés Calamaro, y Teresa Parodi, entre otros. Ha dictado conferencias en numerosas universidades nacionales y del exterior. Ha sido convocado como docentes para dictar conferencias en universidades de la Argentina y el exterior.
Ha dictado cursos en instituciones públicas y privadas, entre ellos el Centro Cultural Rojas, la carrera de Comunicación de la UBA y el Colegio de Periodistas de Chile. En el Centro Cultural de la Cooperación ha sido el responsable de los cursos de "Periodismo, Política y Poesía", "Kirchnerismo, Cultura y Poder", "Nosotros, los malditos", "Geniales, Nacionales y Populares", "Vamos a volver" y "Política e ideología en la Música Popular Argentina"